# Sahajzi
Sahajzi (ukrainisch Загайці, russisch Загайцы Sagaizy, polnisch Zahajce) ist ein Dorf im Rajon Pidhajzi in der ukrainischen Oblast Ternopil mit etwa 250 Einwohnern.
Das Dorf liegt auf einer Höhe von 302 m am Ufer des Koropez (Коропець), einem 78 km langen, linken Nebenfluss des Dnister, etwa 45 km südwestlich der Oblasthauptstadt Ternopil.
Am 12. Juni 2020 wurde das Dorf ein Teil der Stadtgemeinde Pidhajzi im Rajon Pidhajzi; bis dahin war es ein Teil der Landratsgemeinde Stare Misto im Osten des Rajons Pidhajzi.
Am 17. Juli 2020 wurde der Ort Teil des Rajons Ternopil.

## Geschichte

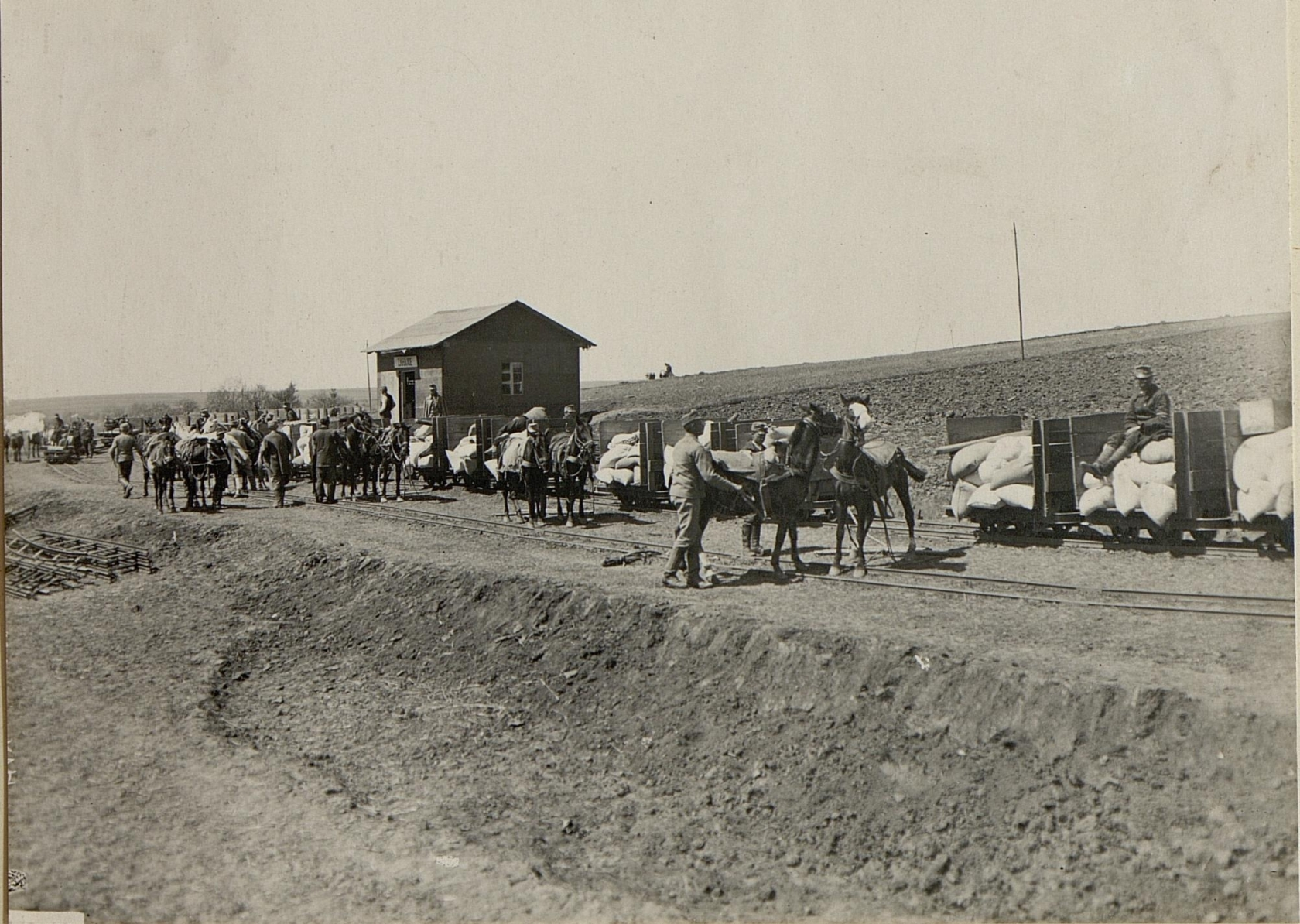
Station Zahajce der Feldbahn Ozydow–Monasztyrek

Während des Ersten Weltkriegs gab es eine Station der mit Pferden und Dampflokomotiven betriebenen Feldbahn Ozydow–Monasztyrek in Sahajzi.